# كابروني كا.313
كابروني كا.313 (بالإنجليزية: Caproni Ca.313)‏ هي طائرةٌ إيطاليَّة، صنعتها شركة كابروني للطائرات، وكان أول تحليقٍ لها في 22 ديسمبر 1939.